# Partenariat
Le partenariat se définit comme une association active de différents intervenants qui, tout en maintenant leur autonomie, acceptent de mettre en commun leurs efforts en vue de réaliser un objectif commun relié à un problème ou à un besoin clairement identifié dans lequel, en vertu de leur mission respective, ils ont un intérêt, une responsabilité, une motivation, voire une obligation.
Le partenariat s'envisage souvent dans le cadre d'alliances. Une entreprise qui fonctionne systématiquement en organisant des partenariats est une entreprise en réseau.
Le partenaire se distingue d'une partie prenante ordinaire, dans le sens que les relations opérationnelles avec le partenaire sont plus étroites. Les obligations d'une entreprise vis-à-vis d'une partie prenante peuvent découler de contraintes juridiques, se traduire par des obligations d'information, mais ne pas avoir de concrétisation opérationnelle dans le cadre de partenariats.
Les parties prenantes de l'entreprise permettent d'exprimer des attentes, les partenaires d'y répondre.
La Justice française a estimé que la relation entre une agence Web et ses clients ne relevait pas du partenariat commercial mais d’une simple relation de cocontractant,,.
Le partenariat ne suppose pas de hiérarchie ni de rapport d'autorité entre les parties.